# Savage 10FP
Savage 10 FP — американская снайперская винтовка, разработанная фирмой Savage Arms.
Для стрельбы из снайперской винтовки применяются винтовочные патроны калибра .223 Remington или 7,62 мм NATO (.308 Winchester). Технически представляет собой 4-зарядную винтовку с продольно-скользящим поворотным затвором.
Винтовка комплектуется оптическим прицелом.